# Bactris fissifrons
Bactris fissifrons är en enhjärtbladig växtart som beskrevs av Carl Friedrich Philipp von Martius. Bactris fissifrons ingår i släktet Bactris och familjen Arecaceae. Inga underarter finns listade i Catalogue of Life.